# インターネットコンテンツセーフティ協会
一般社団法人インターネットコンテンツセーフティ協会（インターネットコンテンツセーフティきょうかい、英: Internet Content Safety Association、略称: ICSA）は、電気通信事業のインターネットサービスプロバイダ (ISP)、検索エンジンサービス事業者及びフィルタリング事業者が児童ポルノ掲載サイトへのアクセスを遮断する際に利用する遮断方式ごとのアドレスリストの作成、維持・管理、提供を目的として設立された社団法人である。

## 沿革
- 2008年3月 - 警察庁の総合セキュリティ対策会議「インターネット上での児童ポルノの流通に関する問題とその対策について」報告書にて問題提起
- 2009年6月2日 - 「児童ポルノ流通防止協議会」警察庁の主導により設置
- 2010年5月27日 - 関係9省庁のワーキンググループにより捜査・削除要請の結果を待たずブロッキング (インターネット)を即時実施することで合意。
- 2010年7月 - 「犯罪対策閣僚会議（政府横断会議）」の下に設置された「児童ポルノ排除対策ワーキングチーム」にて「児童ポルノ排除総合対策」決定
- 2010年11月22日 - 「児童ポルノ排除対策推進協議会（官民合同会議）」発足
- 2010年12月20日 - 「児童ポルノ流通防止対策専門委員会」発足（「児童ポルノ流通防止協議会」は解散、構成員はほぼ移行する形となった）
- 2011年2月17日 - 「児童ポルノアドレスリスト提供規約」発効。
- 2011年3月3日 - 「インターネットコンテンツセーフティ協会」設立
- 2011年3月14日 - 会員募集開始
- 2011年3月29日 - 児童ポルノ掲載アドレスリスト作成管理団体に正式選定[1]
- 2011年4月1日 - 賛同するISP、検索事業者、フィルタリング事業者などにそれぞれ対応したアドレスリスト提供開始[2]。
- 2011年4月21日 - 東日本大震災の影響でアドレスリスト提供開始が4月21日に延期、記者会見でブロッキングに参加するインターネットサービスプロバイダ9社を発表
- 2011年5月12日 - NTTぷららのネットワーク機器の設定変更が行われた際に4:00 - 11:59（JST）の間、ぷららのインターネット接続サービスにおいて一部ウェブサイトの一部ページにおいて児童ポルノサイトのブロック画面が表示され接続できない状態になった。NTTぷららにより設定が更新された後は接続が出来るようになりインターネットコンテンツセーフティ協会やブロッキングしている各社への関係はないと発表、インターネットコンテンツセーフティ協会側は提供するリストに起因するものではないと発表した[3][4][5]
- 2014年3月20日 - ファイル共有ソフトを悪用した児童ポルノ流通防止対策の取り組みを開始[6]
- 2018年4月11日 - インターネット上の海賊版サイトに対して政府がISPに対して「ブロッキング」によるアクセス遮断措置を要請する検討を行っていることに対し、拙速な法制化を憂慮する声明を公表[7]

## 運営状況など
警察庁などによるとインターネットサービスプロバイダーの数は約500社、2011年4月21日当初から参加した伝送路設備を保有する電気通信事業者など大手9社の契約世帯数は計約2000万世帯となり、占有率は約6割 - 7割を占める。協会によるとサービス開始時点でブロッキングの遮断対象となったサイトは百数十に上る。実効性を高めるために今後警察庁と協会はともに中小プロバイダーや地方の接続事業者やケーブルテレビ事業者などにも参加を呼びかける。株式会社インターネットイニシアティブが提供しているネットワーク設備を利用する株式会社ハイホーのように提供側の設備がブロッキングに対応を開始した事に伴い協会に加入する事業者も増えている。

## 組織運営体制
組織
- 総会
- 理事会
  - 事務局
  - 運用チーム
- 運営委員会

理事・監事一覧
- 代表理事　立石聡明 （一般社団法人日本インターネットプロバイダー協会）
- 副代表理事　安永 修章（グーグル合同会社）
- 理事 奥隆行（ヤフー株式会社）
- 理事 堀内浩規（一般社団法人日本ケーブルテレビ連盟）
- 理事 三膳孝通（一般社団法人テレコムサービス協会）
- 理事 山本一晴（一般社団法人電気通信事業者協会）
- 理事 山本雄次（KDDI株式会社）
- 理事 好川達（エヌ・ティ・ティ レゾナント株式会社）
- 監事 松井敏彦 （ソフトバンク株式会社）

事務局
- 事務局長 吉田奨 ヤフー株式会社 法務本部 ネットセーフティ企画室 室長
- 事務局次長 稲葉直宏 ヤフー株式会社 法務本部 ネットセーフティ企画室

## 会員
設立時の構成メンバー（初年度発起会員）（五十音順、21社・団体）
- 株式会社インターネットイニシアティブ
- EditNet株式会社
- NECビッグローブ株式会社（現・ビッグローブ株式会社）
- NTTコミュニケーションズ株式会社
- 株式会社NTTぷらら
- NTTレゾナント株式会社
- グーグル株式会社（現・Google合同会社）
- KDDI株式会社
- ソネットエンタテインメント株式会社（現・ソニーネットワークコミュニケーションズ株式会社）
- ソフトバンクテレコム株式会社（現・ソフトバンク株式会社）
- ソフトバンクBB株式会社（合併により消滅）
- デジタルアーツ株式会社
- 社団法人テレコムサービス協会（のちに一般社団法人化）
- 社団法人電気通信事業者協会（のちに一般社団法人化）
- ニフティ株式会社
- 社団法人日本インターネットプロバイダー協会（のちに一般社団法人化）
- 社団法人日本ケーブルテレビ連盟（のちに一般社団法人化）
- ネイバージャパン株式会社（合併により消滅）
- 日本マイクロソフト株式会社
- ネットスター株式会社
- ヤフー株式会社

2011年6月20日に新たに入会した事業者（50音順）
- イッツ・コミュニケーションズ株式会社
- インターネットマルチフィード株式会社
- 株式会社エヌ・ティ・ティ エムイー
- 九州通信ネットワーク株式会社（現・株式会社QTnet）
- 近鉄ケーブルネットワーク株式会社
- 株式会社ケイ・オプティコム（現・株式会社オプテージ）
- 高岡ケーブルネットワーク株式会社
- 株式会社TOKAI
- トナミ運輸株式会社
- 株式会社新潟通信サービス
- 株式会社ネスク
- 株式会社ハートネットワーク
- 株式会社ハイホー[14]
- 株式会社フォーサイトウェーブ
- 福井ケーブルテレビ株式会社

## 参加事業者

### プロバイダー関連（ブロッキングの実施）
参加時期：2011年4月21日 -
- NECビッグローブ株式会社[15]。
  - サービス名：BIGLOBE[16][17]。DNSプライマリ 210.147.235.3、DNSセカンダリ 133.205.66.51。DNSSEC導入済 DNSプライマリ 210.147.235.4、DNSセカンダリ 133.205.66.52[18]。
- エヌ・ティ・ティ・コミュニケーションズ株式会社
  - サービス名：各インターネット接続サービス、順次取り組みを開始[19]。東日本プライマリDNS （優先順位1） 202.234.232.6、セカンダリDNS （優先順位2）221.113.139.250。	西日本プライマリDNS （優先順位1）221.113.139.250、セカンダリDNS （優先順位2）202.234.232.6[20]。
- 株式会社NTTぷらら
  - サービス名：インターネット接続サービス、ネットバリアベーシック有害サイトフィルタをイギリスのインターネット監視財団（英語版）（Internet Watch Foundation、IWF）基準で提供、ブロッキング方式はパケットフィルタリング。ぷらら光/フレッツ光接続サービス、フレッツ・ADSL接続サービス、フレッツISDN接続サービス、高速モバイル接続サービス、モバイル接続サービス。※提供元である通信事業者の方式に準じる、公衆無線LAN接続サービス（2011年5月12日）、ダブルルートオプション（2011年6月1日）。※その他接続サービスについては、順次提供予定。NTTドコモはブロッキング措置について検討中、提供時期については未定[21][22][23][24][25][26][27][28][29][30]。
- KDDI株式会社、沖縄セルラー電話
  - サービス名：各インターネット接続サービス、開始当初はIPv4対応サイトのみブロッキング対象、IPv6対応サイトは準備が整い次第適用を開始。PacketWIN、PacketOne、プライマリDNS 210.196.3.183、セカンダリDNS 210.141.112.163[31][32]。au one net、auひかり、auひかり ちゅら、ADSL one、KDDIインターネット、KDDIホスティングサービス、KDDI光ダイレクト インターネットオプション、KDDI Wide Area Virtual Switchセキュア・インターネット、KDDI IP-VPN インターネット接続GW型、EZweb、IS NET、au.NET[33][34]。
- ソネットエンタテインメント株式会社
  - サービス名：各インターネット接続サービス[35][36][37][38]。
- ソフトバンクテレコム株式会社
  - サービス名：インターネット接続サービス。個人向け接続サービス：ODN、SpinNet。法人向け接続サービス：ULTINA Internet、ULTINA VPN Options インターネットゲートウェイ、ULTINA VPN Options インターネットゲートウェイライト、マネージドゲートウェイ ネットワークオプション、ソフトバンクBB株式会社から移管のサービス、旧子会社接続サービス（旧JENS株式会社、旧株式会社アイ・ピー・レボルーション）。公衆無線LANサービス：BBモバイルポイント[39][40][41][42]。
- ソフトバンクBB株式会社
  - サービス名：インターネット接続サービス[43][44]。
- ニフティ株式会社
  - サービス名：インターネット接続サービス、ブロッキング方式はDNSポイズニング。フレッツ・ADSL、フレッツ・ISDN、ダイヤルアップ接続（プライマリDNS）202.248.37.74、（セカンダリDNS）202.248.20.133[45][46]。光ファイバー：@nifty光ライフ with フレッツ、@nifty光 with フレッツ、@nifty Bフレッツコース（スペシャルコースを含む）実施予定。@nifty auひかり、@nifty ひかりone Tシリーズ、アクセスコミュファコース、2011年4月21日（木）-。ADSL：ADSL接続サービス、2011年4月21日（木）-。フレッツ・ADSL（スペシャルコースを含む）、実施予定。高速モバイル：@nifty WiMAX、@nifty MobileBB、2011年4月21日（木）-。その他接続サービス：Cable@nifty、・テレビ小山放送、・東京ベイネットワーク、・ケーブルウィンディ（浜松ケーブルテレビ）、・ケーブルコミュニケーションやまがた（山県市有線テレビ局）、2011年4月21日（木）-。Cable@nifty、・JCN中野（シティテレビ中野）、・JCNコアラ葛飾、・JCN大田（大田ケーブルネットワーク）、・JCN八王子（八王子テレメディア ）、・JCN船橋習志野、・JCN小田原（いちごチャンネル）、実施予定。フレッツ・ISDN、フレッツ・スポット、2011年4月21日（木）-。ホットスポット、実施予定。BBモバイルポイント、各ダイアルアップコース、2011年4月21日（木）-[47]。
- 株式会社インターネットイニシアティブ
  - サービス名：各インターネット接続サービス、ブロッキング方式はDNSポイズニング、2011年4月21日より順次開始。個人向けサービス「IIJ4U」、個人向けサービス「IIJmio」。IIJmioモバイルアクセス/無線LANサービス、IIJmioモバイルアクセス/PROサービス。BBモバイルポイントを提供するソフトバンクテレコム株式会社のDNSサーバに実装、mioモバイルアクセス/無線LAN、mioモバイルアクセス/PROにおいてBBモバイルポイントを利用する際にこのDNSサーバを参照、IIJ4Uにおいて4月21日時点で該当するサービスは無し[48][49][50][51]。
- 株式会社ウィルコム、株式会社ウィルコム沖縄
  - サービス名：ウィルコムの電話機／通信機器から接続するインターネットサービス全般[52][53][54]。

参加時期：2011年6月20日 -
- 株式会社ネスク
  - サービス名：インターネット接続サービス[55]。

### 検索サービス事業者関連（検索結果非表示の実施）
参加時期：2011年4月21日 -
- NTTレゾナント株式会社
  - サービス名：gooウェブ検索。
- Google Inc.
  - サービス名：Web検索。
- ネイバージャパン株式会社
  - サービス名：NAVER検索。
- Yahoo!株式会社
  - サービス名：Yahoo!検索。

### フィルタリングサービス事業者関連（フィルタリングによるアクセス制限を可能に）
参加時期：2011年4月21日 -
- デジタルアーツ株式会社
  - サービス名：「i-フィルター」（家庭向け）、「i-FILTER」（法人・公共向け）他。
- ネットスター株式会社
  - サービス名：ネットスターフィルタリングデータベースを採用しているパートナー各社、および自社のフィルタリングサービス。通常の探索業務等で発見したアダルト関連サイトは法に定める児童ポルノへの該当性有無に関わらず、原則として全て「アダルト」（一部サービスでは「ポルノ」）カテゴリへと分類された後に「性行為」「ヌード画像」などの小カテゴリに細分化されている。またワンクリック詐欺のサイトは「違法と思われる行為」（または「フィッシング詐欺・ワンクリック詐欺」）カテゴリに登録されている。協会から提供されたフィルタリングサービス事業者向けのリストに収録されているサイトのURLについては全て「違法と思われる行為」カテゴリへの登録を行い、2011年4月22日からデータベース配信を開始する[56]。
- ヤフー株式会社
  - サービス名：Yahoo!あんしんねっと[57]。